# Stanisław Sak
Stanisław Sak herbu Pomian, właściwie Sak (ur. w XIV w., zm. po 20 stycznia 1433) – bojar litewski, adoptowany podczas unii horodelskiej (1413), starosta dubiński (1433).

## Życiorys
W 1413 roku podczas unii horodelskiej doszło do przyjęcia przez polskie rodziny szlacheckie, bojarów litewskich wyznania katolickiego (tzw. adopcja herbowa). Jednym z ważniejszych dowodów tamtego wydarzenia jest istniejący do dziś dokument, do którego przyczepione są pieczęcie z wizerunkami herbów szlacheckich.
Z dokumentu dowiadujemy się o istnieniu Saka, który został adoptowany przez przedstawicieli Pomianów. Przywiesił on do aktu unii pieczęć, która pozwala nam na zidentyfikowanie jego chrześcijańskiego imienia – Stanisław. Napis z jej otoku brzmi w sposób następujący:

† 𝖘𝖙𝖆𝖓𝖎𝖘𝖑𝖆𝖎 ∵ . . 𝖘 ∵  𝖘𝖆𝖐 ∵

Co w przekładzie na pismo czytelniejsze daje:

† Stanisław ∵ . . s ∵  Sak ∵

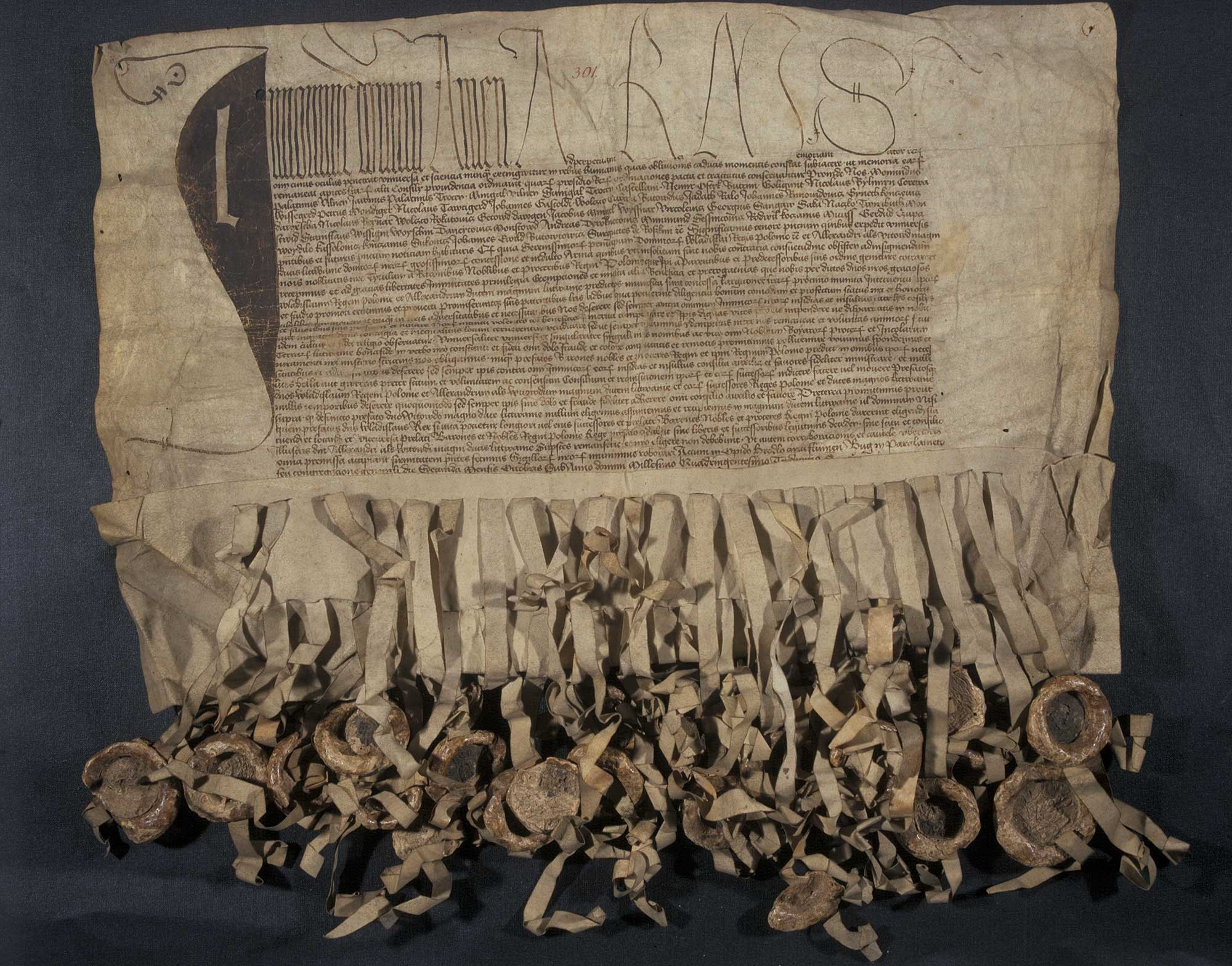
Dokument unii horodelskiej z 1413 roku z przyczepionymi pieczęciami

Był stronnikiem wielkiego księcia litewskiego, Świdrygiełły, przy którym 15 maja 1432 roku w Skirstymoniu podpisuje przymierze z Zakonem Krzyżackim, znalazł się po Oszmianie w obozie Zygmunta Kiejstutowicza wraz ze swoim synem.
W czasach następnych używa już innej pieczęci z herbem Pomian, która dochowała się u aktu unii grodzieńskiej z 15 października 1432 roku, a w jej otoku znajduje się napis:

* 𝖕𝖊𝖈𝖟𝖊𝖙𝖍 * 𝖘𝖆𝖐𝖔𝖜𝖞𝖈𝖟 *

Co w przekładzie na pismo czytelniejsze daje:

* pieczęć * Sakowicza *

Na akcie unii trockiej z 20 stycznia 1433 roku ma tytuł starosty dubińskiego. 

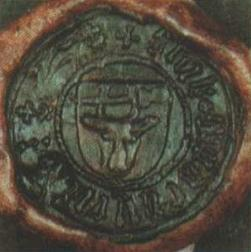
Pieczęć z 1422 roku
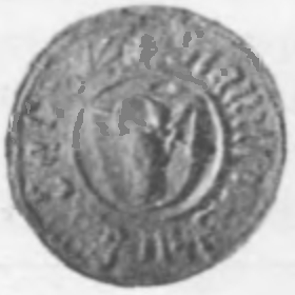
Pieczęć z 1432 roku
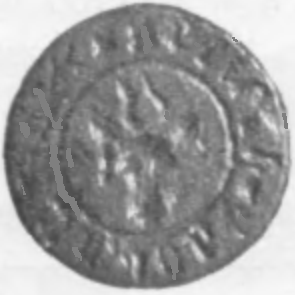
Pieczęć z 1433 roku

### Życie prywatne
Z nieznaną z imienia i nazwiska kobietą miał syna Andruszkę Sakowicza .
Krewnym Saka był Jan Dowgird, który wraz ze swym potomstwem używał pieczęci z herbem Pomian.